# 杨汉中
杨汉中（1954年10月—），山西省阳高县人，中华人民共和国政治人物。

## 生平
毕业于内蒙古财贸学校计划统计专业、天津商学院。1988年，担任内蒙古锡林郭勒盟商业局计统科科长。1993年，担任内蒙古锡林郭勒盟商业局党组副书记、局长。1995年，任内蒙古锡林郭勒盟商贸局党组书记、局长兼粮食管理局局长。1996年，任内蒙古自治区经济贸易委员会党组成员、副主任。1998年，任中共满洲里市委副书记、市长。2003年4月至11月，任中共满洲里市委书记、市长。2003年11月至12月，任中共满洲里市委书记。2003年12月至2004年1月，任中共满洲里市委书记、市人大常委会党组书记。2004年1月至2005年12月，任中共满洲里市委书记、市人大常委会主任。2005年12月至2006年9月，任中共呼伦贝尔市委常委、满洲里市委书记、市人大常委会主任。2006年9月，任中共兴安盟委书记。2007年11月至2010年4月， 任中共兴安盟委书记、盟人大工作委员会主任。2010年4月，任内蒙古自治区政法委副书记。是中共内蒙古自治区第八届委员会委员，自治区第十一届人大代表。2013年9月30日因受贿四千万被判死缓。